# Bet-at-home Cup Kitzbühel
A Bet-at-home Cup Kitzbühel (korábbi nevén Austrian Open) minden év júliusában megrendezett tenisztorna férfiak számára az ausztriai Kitzbühelben. 
Az ATP 250 Series tornák közé tartozik, összdíjazása 410 175 euró. A versenyen 28 versenyző vehet részt, az első négy kiemeltnek nem kell játszania az első körben. 2010-ben az ATP Challenger Tour része volt a torna.
A mérkőzéseket szabadtéri salakos pályákon játsszák, 1945 óta.

## Döntők (1972 óta)

### Egyéni
| Év   | Győztes                       | Ellenfél a döntőben           | Eredmény a döntőben     |
| ---- | ----------------------------- | ----------------------------- | ----------------------- |
| 2011 | Robin Haase                   | Albert Montañés               | 6–4, 4–6, 6–1           |
| 2010 | Andreas Seppi                 | Victor Crivoi                 | 6–2, 6–1                |
| 2009 | Guillermo García López        | Julien Benneteau              | 3–6, 7–6(1), 6–3        |
| 2008 | Juan Martín del Potro         | Jürgen Melzer                 | 6–2, 6–1                |
| 2007 | Juan Mónaco                   | Potito Starace                | 5–7, 6–3, 6–4           |
| 2006 | Agustín Calleri               | Juan Ignacio Chela            | 7–6, 6–2, 6–3           |
| 2005 | Gastón Gaudio                 | Fernando Verdasco             | 2–6, 6–2, 6–4, 6–4      |
| 2004 | Nicolás Massú                 | Gastón Gaudio                 | 7–6, 6–4                |
| 2003 | Guillermo Coria               | Nicolás Massú                 | 6–1, 6–4, 6–2           |
| 2002 | Àlex Corretja                 | Juan Carlos Ferrero           | 6–4, 6–1, 6–3           |
| 2001 | Nicolás Lapentti              | Albert Costa                  | 1–6, 6–4, 7–5, 7–5      |
| 2000 | Àlex Corretja                 | Emilio Benfele Alvarez        | 6–3, 6–1, 3–0 feladták  |
| 1999 | Albert Costa                  | Fernando Vicente              | 7–5, 6–2, 6–7, 7–6      |
| 1998 | Albert Costa                  | Andrea Gaudenzi               | 6–2, 1–6, 6–2, 3–6, 6–1 |
| 1997 | Filip Dewulf                  | Julián Alonso                 | 7–6, 6–4, 6–1           |
| 1996 | Alberto Berasategui           | Àlex Corretja                 | 6–2, 6–4, 6–4           |
| 1995 | Albert Costa                  | Thomas Muster                 | 4–6, 6–4, 7–6, 2–6, 6–4 |
| 1994 | Goran Ivanišević              | Fabrice Santoro               | 6–2, 4–6, 4–6, 6–3, 6–2 |
| 1993 | Thomas Muster                 | Javier Sánchez                | 6–3, 7–5, 6–4           |
| 1992 | Pete Sampras                  | Alberto Mancini               | 6–3, 7–5, 6–3           |
| 1991 | Karel Nováček                 | Magnus Gustafsson             | 7–6, 7–6, 6–2           |
| 1990 | Horacio de la Peña            | Karel Nováček                 | 6–4, 7–6, 2–6, 6–2      |
| 1989 | Emilio Sánchez                | Martín Jaite                  | 7–6, 6–1, 2–6, 6–2      |
| 1988 | Kent Carlsson                 | Emilio Sánchez                | 6–1, 6–1, 4–6, 4–6, 6–3 |
| 1987 | Emilio Sánchez                | Miloslav Mečíř                | 6–4, 6–1, 4–6, 6–1      |
| 1986 | Miloslav Mečíř                | Andrés Gómez                  | 6–4, 4–6, 6–1, 2–6, 6–3 |
| 1985 | Pavel Složil                  | Michael Westphal              | 7–5, 6–2                |
| 1984 | José Higueras                 | Víctor Pecci                  | 7–5, 3–6, 6–1           |
| 1983 | Guillermo Vilas               | Henri Leconte                 | 7–6, 4–6, 6–4           |
| 1982 | Guillermo Vilas               | Marcos Hocevar                | 7–6, 6–1                |
| 1981 | John Fitzgerald               | Guillermo Vilas               | 3–6, 6–3, 7–5           |
| 1980 | Guillermo Vilas               | Ivan Lendl                    | 6–3, 6–2, 6–2           |
| 1979 | Vitas Gerulaitis              | Pavel Složil                  | 6–2, 6–2, 6–4           |
| 1978 | Chris Lewis                   | Vladimir Zednik               | 6–1, 6–4, 6–0           |
| 1977 | Guillermo Vilas               | Jan Kodeš                     | 5–7, 6–2, 4–6, 6–3, 6–2 |
| 1976 | Manuel Orantes                | Jan Kodeš                     | 7–6, 6–2, 7–6           |
| 1975 | Adriano Panatta               | Jan Kodeš                     | 2–6, 6–2, 7–5, 6–4      |
| 1974 | Taróczy Balázs                | Onny Parun                    | 6–1, 6–4, 6–4           |
| 1973 | Manuel Orantes / Raúl Ramírez | Manuel Orantes / Raúl Ramírez | nem játszották le       |
| 1972 | Colin Dibley                  | Dick Crealy                   | 6–1, 6–3, 6–4           |